# 孟照国事件
孟照国事件，又稱鳳凰山UFO事件，是指1994年中国黑龙江省的居民孟照国，疑似与外星人发生了第七类接触的事件。這起事件與各國其他UFO事件一樣，社会对事件中诸多细节的真实性存疑，但特殊點在於此事件參與者村民眾多，事後調查亦包含公安、新華社記者、大學教授、國家科研高幹，而孟照国在2003年时通过了测谎仪测试，使事件更加扑朔迷离。中國大陸諸多官方媒體直到事發後十多年間仍持續播放關於此事的紀錄片。

## 事件经过
孟照国和很多山河屯当地村民都表示在1994年6月期间，在他们工作的黑龙江省五常市红旗林场附近，看到凤凰山有奇怪的发光体降落。

### 第一次接觸
村民最初以为那里有直升机坠毁，一群人約十幾人前往探險，據這些人講他們全體都目擊到遠方南坡上有一個巨大圓形反光體閃閃發亮，孟照国也在其中之一，而眾人心生害怕所以無人再靠近，原路折返。

### 第二次接觸
飛行物出現第十天後，孟照国及其侄女婿李洪海在好奇心驅使下前往事发地，並目擊飛碟。他事後向記者繪圖描述是一大圓形物體但不全是正圓盤狀，頭為圓後面有一曲折尾部，整體像一個怪異的勾玉、問號狀，差別在問號前方是勾而飛碟前端當然是封閉的；成一圓盤，也似一怪蝌蚪狀但尾端較蝌蚪粗，機體乳白帶黃色，圓盤中間另有一圓物則材質不同有金屬反光，眾人在遠處看到的反光就是該物，圓盤一側還有兩小方形突出物似乎某種儀器。而此時飛碟似乎是不正常降落狀，圓盤一端插入山坡中，拱起一排石堆(當地地質為石頭較多的山體)。
李洪海也講出與孟照国同樣說法，並畫出幾乎一樣的蝌蚪型飛碟圖。孟表示在繼續接近飞碟時機體突然發出一種吱吱聲，隨即被一股力量电击且在眼睛劇痛下被推离，兩人嚇得慌忙離開。

### 第三次接觸
孟照国兩人随后返回林场将情况汇报给林場工會主席，主席於三天後带领一行30多人前往查看。孟照国在查看过程中拿出望远镜，大叫了一声看到了便昏倒在地，浑身抽搐。事后他回忆他当时看到了一个外星生物举起一个火柴盒大小的物体，并发出一道類似電焊的強光击中了他的眉心，随后就不省人事並在地上發瘋般大力抽動。一行人見此就中斷探索，急忙抬著他下山。孟之後陷入長期昏迷與半瘋夢遊狀態一個多月後才清醒。
另一方面，當日到第二天凌晨時，處於夏初的鳳凰山附近突然氣溫急降，村中比嚴冬還冷，村民表示當時冷到切菜手都拿不住刀，約一周後某日全體林場工人看到半個鳳凰山被一巨大龍捲風罩住，高度近一公里，不少村民形容如同末日場景，但龍捲風似乎又有點怪異，呈下大上小狀，風中還有模糊的紅藍閃光透出，龍捲風不久後消失而飛碟也消失。

### 昏迷中的夢
孟照国在長期昏迷中處於半夢半醒狀態，能接受餵食和照料，有時突然瞪大眼睛叫喊並雙手亂揮；有人給他紙筆時，他會寫下些不明所以的字母拼音。
清醒後，孟照国接受山河屯林業局新聞幹事關洪聲詳細詢問，他回憶，昏迷期間看到一個雌性女外星人，大约3米高，有6只手指，身體器官與人類相似，但頭大眼大類似牛眼，全身穿得嚴密只露出頭和下體。整個昏迷期間，該名外星女人都在孟照国家中，但只有他看得到，別人都看不見。而孟照国幾次雙手亂揮喊叫是女外星人要強行與他發生性關係的反抗動作，但有一天晚上他還是與她發生了關係。孟照国表示当时老婆和孩子静静的躺在床上，他自己漂浮在上方，与那位女性进行了40分钟左右的性交。在家期間，外星人曾用一槍形物體往他大腿注射，當時無痛但感覺皮下有數個火柴頭大小的顆粒物。
隔幾天，孟照国第二次與該名女性外星人性交，结束后外星女人离开，從此未再出現。之後，他看到另外兩名男性外星人直接穿牆進入家中，在迷濛中把他穿牆帶走，不知怎地高速移動到一外星基地，他看到機庫中停著數十艘與之前相同的飛碟。隨後兩名男外星人再把孟照国帶到其中一艘飛碟中，見到一個類似首領的外星人，該名外星人叫別人取來一個方形物體，之後他便聽得懂該外星人的話語並在眼前看到一些畫面。該名疑似首領的外星人表示此次他們來地球有三個目的：一是了解研究地球；二是躲避彗星撞擊木星；三是告訴人類不要再浪費力氣進行戰爭，應該關注保護環境。孟照国问起自己是否能再见到之前那名外星女性，得到的回答是否定的。不过外星人表示，60年之内一个中国农民的后代将诞生在其他星球上。他们同时表示孟照国有机会去看自己的孩子。
之後，孟照国親眼看見彗星撞擊木星的場景（苏梅克－列维9号彗星撞擊木星事件），接著外星人取走皮下植入物體，取出時較痛。後來，孟被送回家，他清晰記得回家後看手錶，時間是7月17日約凌晨3點40分。
此時孟照国依然處於昏迷階段後期，精神較好但依然半夢半醒。第二天早上，他的傷口完全無痛，只剩下癢感，那幾天內他覺得癢時就會用手抓傷口。孟照国聲稱，自己當時突然抓下一層覆蓋於皮膚的不明膠狀物質，該物體能拉長到一米左右；他表示自己原本將不明物體放在小桌上，但幾天後要找時，已經被妻子當成垃圾清掉，唯一的物證就此遺失。之後隨著時間過去，他完全恢復清醒，並開始講述自身經歷。

## 官方調查
山河屯林業局在不久後派出山河屯公安局國家安全保衛大隊長玗朝君（在當地公安局分管國安相關業務）和山河屯林業局新聞幹事關洪聲調查，兩人採取一明一暗方式走訪，關洪聲以記者公開採訪名義活動，玗朝君則變裝潛入村中用私下好事者套交情的方式聊天，看村民在兩種情境下說的話是否一致。隔日，兩人接頭後比對訪查結果，發現問到的說法吻合。之後關洪聲判斷不論真假都有新聞價值，將稿發給新華社。
此稿件引起國家科委主任、中國科學院院士宋健的關注，下令黑龍江科委調查鳳凰山事件，並且新華社將整件事作為報導後成為全中國大陸著名的年度焦點和中外記者採訪題材，不久後黑龍江科委組成的學者調查隊前往當地，在南坡村民稱飛碟處發現周邊許多樹枝有燒焦痕跡，地上有長帶狀的岩石破裂翻動痕跡。但也有學者指出高處山邊緣樹枝容易受到太陽高溫和風雪交替傷害，也會有焦痕，而岩石破裂可能是人為，另一派則認為焦痕狀態很不自然，岩石破裂狀態總體觀感也很不像人為，兩派意見不一而未有結論。

## 後續發展
數月後另一起中國幽浮懸案貴州空中快車事件就在貴州發生，當地居民也稱目擊發現強風和風中疑似紅綠光閃爍的飛行物，從此兩案常在幽浮圈中被一起討論。後來孟照国離開了農村，至今在哈爾濱一所食堂擔任管理員。
2003年9月，孟照国在被催眠的情况下接受了机器测谎，以获知他是否在该事件中说谎。组织此测谎的UFO研究者张靖平表示，测谎结果显示孟照国在该事件中并未说谎。张靖平同时表示，医生在检查孟照国大腿处疤痕后表示此疤痕“不是由于正常的受伤或手术造成的”。然而有人提出在幻听、幻视、幻触等感觉错误或精神障礙下，當事人不認為自己說謊，也能通過測謊，對此類當事人實施測謊的意義不大。

## 外界討論
外界对于此事件的討論包括几点常見於外星人事件的爭議：
- 没有发现外星人留下的任何物品，孟照国所稱的大腿覆蓋體也没能提供。
- 有人認為孟照国可能有臆想症，幻想嚴重者也能過測謊仪。
- 孟照国在事件后曾变更描述中的一些数字。

支持論者則認為：
- 如此多村民都看見並參與，在1994年的時代要全村低教育農民串通虛構此一事件，集體對公安和許多專家說謊不露餡，雖不說不可能但似乎很高難度。
- 孟照国通過測謊仪。
- 他與侄女婿描述的飛碟型態獨特，是否是一農民能創意發想出來，而若要虛構事件使人相信直接講成是傳統圓形飛碟是否更易使人快速相信[3]。
- 國家科委高層與新華社等為何關注，天下之大這些單位每天收到的各種真假奇聞來信多不勝數，若背後沒有一些東西經過研判，不會理睬。

- 哈爾濱工業大學教授陳功富是此事件最大支持者，同時他也是飛碟愛好者[6]。

- 陳功富認為所有過程都為真，孟的傷口型態無法用醫學解釋，他皮膚抓下的的膠狀物質其實就是一種外星繃帶，能加速傷口癒合，而鳳凰山當地出現的極冷天氣是太空船維修完畢後引擎啟動，開始吸收周邊熱量當成能源，是一種熵熱相關原理的機械。

- 而其他世界华人UFO联合会等愛好者團體也偏向支持，但也有認為事件半真半假的聲音，認為有些部分是村民或孟本人想出名而添油加醋，但鳳凰山飛碟是確實存在等。